# Herman Horn Johannessen
Herman Horn Johannessen, född den 5 april 1964 i Oslo, är en norsk seglare.
Han tog OS-brons i soling i samband med de olympiska seglingstävlingarna 2000 i Sydney.